# Estella Warren
Estella Warren (Peterborough, Ontario, 23 de desembre de 1978) és una model i actriu canadenca.
Filla d'un venedor de cotxes de segona mà i d'una directora d'escola de primària, la seva joventut va estar marcada per la natació, afició que combina amb muntar a cavall, tocar el piano i cantar.
Als set anys va començar natació sincronitzada, disciplina que l'obligaria a marxar de casa, a l'edat de dotze, per anar a Toronto a entrenar amb l'equip nacional. Va nedar fins als disset, esdevenint campiona del Canadà tres vegades i quedant segona al World aquàtic Championship. A més, va participar en els Jocs Olímpics d'Atlanta de 1996 i va fer bronze en solo als Mundials Junior del 95.
La seva carrera com a model començà per casualitat quan, en un "fashion show" caritatiu de la seva escola, un caça talents la veié i envià una foto a una agència de models novayorquina. Així va convertir-se en model de banyadors de la revista Sports Illustrated. El seu pare decidí actuar com a mànager i, poc després, sortiria en tres números de la versió italiana de la revista Vogue. La seva bellesa s'anà estenent i Estella seria portada en les versions francesa i espanyola de Marie Claire, la francesa, alemanya, espanyola i italiana d'Elle, l'alemanya GQ, Vanity Fair i a Yahoo Internet Life. Però la fama li arriba amb la proposta de Chanel #5 per ser la protagonista de dos espots de televisió. Aquests anuncis, dirigits per Luc Besson, van fer la volta al món i van convertir-la un sex símbol. La revista Maxim la va nomenar Hottest woman del 2000.
Després del seu èxit com a model decidí mudar-se a Los Angeles per provar sort com a actriu, el seu somni des de petita. L'aparició en pel·lícules tan comercials com Planet of the Apes o a Driven (actuant amb Sylvester Stallone) en el seu primer any va catapultar-la en el món cinematogràfic i des d'aleshores ha participat en nombroses pel·lícules i sèries de televisió com That 70's show el 2003 o Law & Order el 2005.

## Filmografia
Filmografia:
- 2001: Tangled: Elise Stevens
- 2001: Planet of the Apes: Daena
- 2001: Driven: Sophia Simone
- 2001: Perfume: Arrianne
- 2003: I Accuse: Kimberly Jansen
- 2003: The Cooler: Charlene
- 2003: Cangur Jack (Kangaroo Jack): Jessie
- 2004: Pursued: Emily Keats
- 2004: Trespassing (Evil Remains): Kristy Goodman
- 2004: Blowing Smoke: Faye Grainger
- 2005: Glamorama: Chloe Byrnes
- 2005: In Your Dreams: Olivia
- 2005: Nomad: The Two Worlds
- 2005: Pre Approved: Jessica
- 2005: Her Minor Thing: Jeana
- 2010: La bella i la bèstia (Beauty and the Beast): Belle